# Yokosuka D4Y
Lo Yokosuka D4Y, indicato anche come Bombardiere imbarcato per la Marina "Suisei" (彗星? "cometa") in base al sistema di identificazione "lungo", nome in codice alleato Judy fu un bombardiere in picchiata monomotore ad ala bassa disegnato dall'ufficio di progettazione giapponese Kūgishō, il Primo arsenale tecnico aeronavale di Yokosuka, nei primi anni quaranta.
Impiegato dalla Dai-Nippon Teikoku Kaigun Kōkū Hombu, l'aviazione navale della Marina imperiale giapponese, durante le fasi della seconda guerra mondiale, grazie alle sue caratteristiche venne utilizzato anche nel ruolo di aereo da ricognizione e terminò il servizio, nelle ultimissime fasi del conflitto, come aereo kamikaze.

## Storia del progetto
Nella seconda metà degli anni trenta, lo Stato maggiore della Marina imperiale giapponese ritenne necessario richiedere uno studio per un nuovo velivolo da impiegare nel ruolo di bombardiere in picchiata imbarcato come dotazione delle proprie portaerei al fine di trovare un successore per l'Aichi D3A, in quel momento in fase avanzata di sviluppo. A tale scopo, negli ultimi mesi del 1938 emise la specifica 13-Shi che faceva riferimento ad un progetto di sviluppo precedente non andato a buon fine, basato sull'acquisizione della licenza di produzione del tedesco Heinkel He 118.
I requisiti tecnici del nuovo velivolo avrebbero dovuto superare le carenze riscontrate nel prototipo sviluppato dalla Ernst Heinkel Flugzeugwerke, acquistato dallo Stato maggiore della marina, ed evidenziate durante le prove comparative: a fronte di misure più compatte rispetto allo He 118, venne richiesta una velocità massima raggiungibile di circa 518 km/h (ma altri riportano 530 km/h), quella di crociera di 426 km/h, un'autonomia tipica pari a 1 480 km con una bomba da 250 kg (2 220 km nella versione da ricognizione non armata), armamento costituito da tre mitragliatrici tra cui una brandeggiabile a disposizione del secondo membro dell'equipaggio e la possibilità di trasportare una bomba da 500 kg, ordigno standard a disposizione dell'aviazione di marina che, secondo i parametri, era sufficiente a danneggiare pesantemente una portaerei di Classe Illustrious caratterizzata dal ponte di volo corazzato.

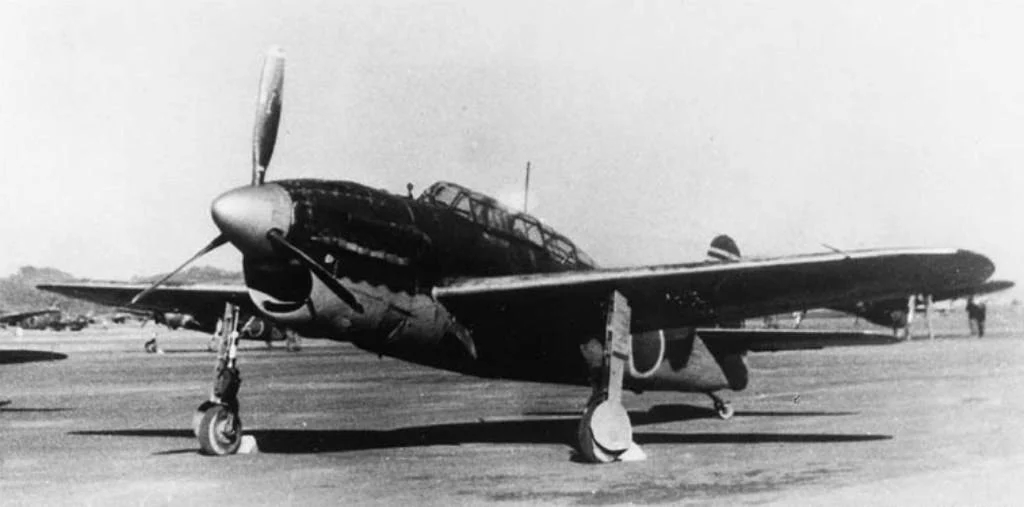
Un D4Y1 al lato del campo di volo.

Il nuovo velivolo prevedeva l'utilizzo del motore Aichi Atsuta, anch'esso frutto di accordo commerciale con la Germania, per la produzione su licenza del motore V12 Daimler-Benz DB 601, stretto parente del DB 600 che equipaggiava lo He 118.
Dello sviluppo di questo bombardiere in picchiata venne incaricato il Primo Arsenale Tecnico Aeronavale della Marina, sito a Yokosuka, sotto la guida dell'ingegnere Masao Yamaha. Ne risultò un velivolo dall'aerodinamica pulita, contraddistinto dalla ridotta apertura alare che consentiva di rinunciare al peso ed alla complessità dei meccanismi di ritrazione delle ali in genere impiegati sugli aerei imbarcati al fine di agevolarne il rimessaggio negli hangar delle portaerei.
Completato nel mese di novembre del 1940, il prototipo (che assunse la denominazione D4Y1), si distaccava decisamente dall'originale Heinkel He.118, tranne che per il motore che, per altro, non era ancora quello definitivo: poiché l'Aichi Atsuta non era ancora giunto alla fase produttiva, le autorità giapponesi furono costrette ad acquistare in Germania alcuni esemplari di DB 600 che vennero impiegati nei cinque prototipi dello Suisei complessivamente realizzati.
Il primo volo del prototipo avvenne nel dicembre del 1940 e, con il progressivo sopraggiungere degli altri quattro esemplari, le prove di volo ebbero luogo nel corso dell'anno successivo; queste evidenziarono che lo Suisei soffriva di problemi di aeroelasticità, costituiti nello specifico da fluttering  alare, particolarmente significativi nel corso delle manovre di bombardamento in picchiata a pieno carico.
La decisione di avviare comunque le linee di montaggio presso la Aichi, per quanto a ritmo ridotto, si affiancò a quella di limitare l'impiego dello Suisei a ruoli di ricognizione; a questo fine gli esemplari in produzione vennero dotati di fotocamera nella zona posteriore della fusoliera. Costruiti a partire dai primi mesi del 1942, questi velivoli furono finalmente equipaggiati con i previsti Aichi Atsuta (capaci di 1 200 hp di potenza) e vennero contrassegnati dalla denominazione D4Y1-C.
Fu soltanto nel marzo del 1943 che i problemi strutturali dello Suisei trovarono adeguata soluzione grazie al rinforzo della struttura alare: a partire da questa data in poco più di un anno furono prodotti circa 600 esemplari di D4Y1 finalmente impiegati nel ruolo per il quale erano stati progettati; l'introduzione di una versione migliorata del motore Atsuta, con potenza cresciuta a 1 400 hp, determinò la nascita della versione D4Y2 dalla quale fu sviluppata una variante da ricognizione (definita D4Y2-C) in modo analogo a quella precedente 
mentre l'installazione di equipaggiamenti che rendevano possibile il decollo con l'ausilio di catapulta (consentendo così l'impiego anche da portaerei di dimensioni ridotte) venne effettuata su diversi esemplari dei due modelli, individuati perciò con l'introduzione del suffisso KAI a fianco della sigla originaria.

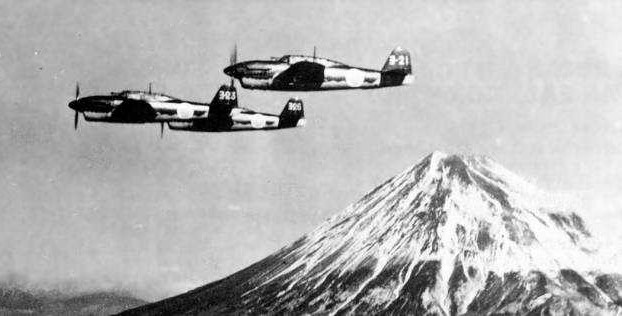
Una formazione di Yokosuka D4Y1 fotografata davanti al Fuji.

A partire dal mese di aprile del 1944 una modifica più radicale, curata dall'Undicesimo arsenale tecnico aeronavale (Dai-Juichi Kaigun Kokusho, noto anche come Hiro Kaigun Kosho) e concentrata sulle dotazioni offensive, portò alla realizzazione di una variante da caccia notturna denominata D4Y2-S. Questa versione era armata con un cannone calibro 20 mm disposto nella parte posteriore della fusoliera ed inclinato di 30° in avanti; si trattava di un'installazione analoga a quella sviluppata in Germania e nota con il nome di Schräge Musik, ma frutto di un progetto indipendente.
Nel frattempo, a causa dell'iniziale inaffidabilità e della complessa manutenzione del motore Atsuta, gli ingegneri della Aichi proposero di sostituire l'unità motrice con il radiale Mitsubishi Kinsei. Per quanto l'adattamento degli ingombri del motore radiale alla fusoliera di sezione ridotta potesse risultare complesso, il risultato superò le aspettative e, malgrado la diminuzione della visuale del pilota nelle fasi di decollo e atterraggio, il comportamento in volo e le prestazioni dello Suisei risultarono sostanzialmente invariate. In considerazione della maggiore affidabilità del motore Kinsei, intorno alla metà del 1943 la marina autorizzò l'Aichi alla produzione in serie della nuova versione, denominandola D4Y3. In epoca successiva gli esemplari di questa variante furono dotati di razzi ausiliari per il decollo , al fine di agevolarne l'utilizzo dalle portaerei di minori dimensioni.
La variante successiva del D4Y venne progettata per la realizzazione di missioni kamikaze ed era contraddistinta dalla configurazione monoposto; fu denominata D4Y4 e venne prodotta a partire dal mese di febbraio del 1945.
Un ultimo sviluppo dello Suisei non fece in tempo a lasciare il tavolo da disegno: il progetto in questione, destinato a dare vita alla versione D4Y5, prevedeva l'impiego del motore radiale Nakajima Homare e l'introduzione di blindatura e di serbatoi autosigillanti al fine di aumentare le difese passive, rivelatesi carenti nel corso delle esperienze operative, ma la resa del Giappone ne precluse il completamento.

## Tecnica

### Cellula

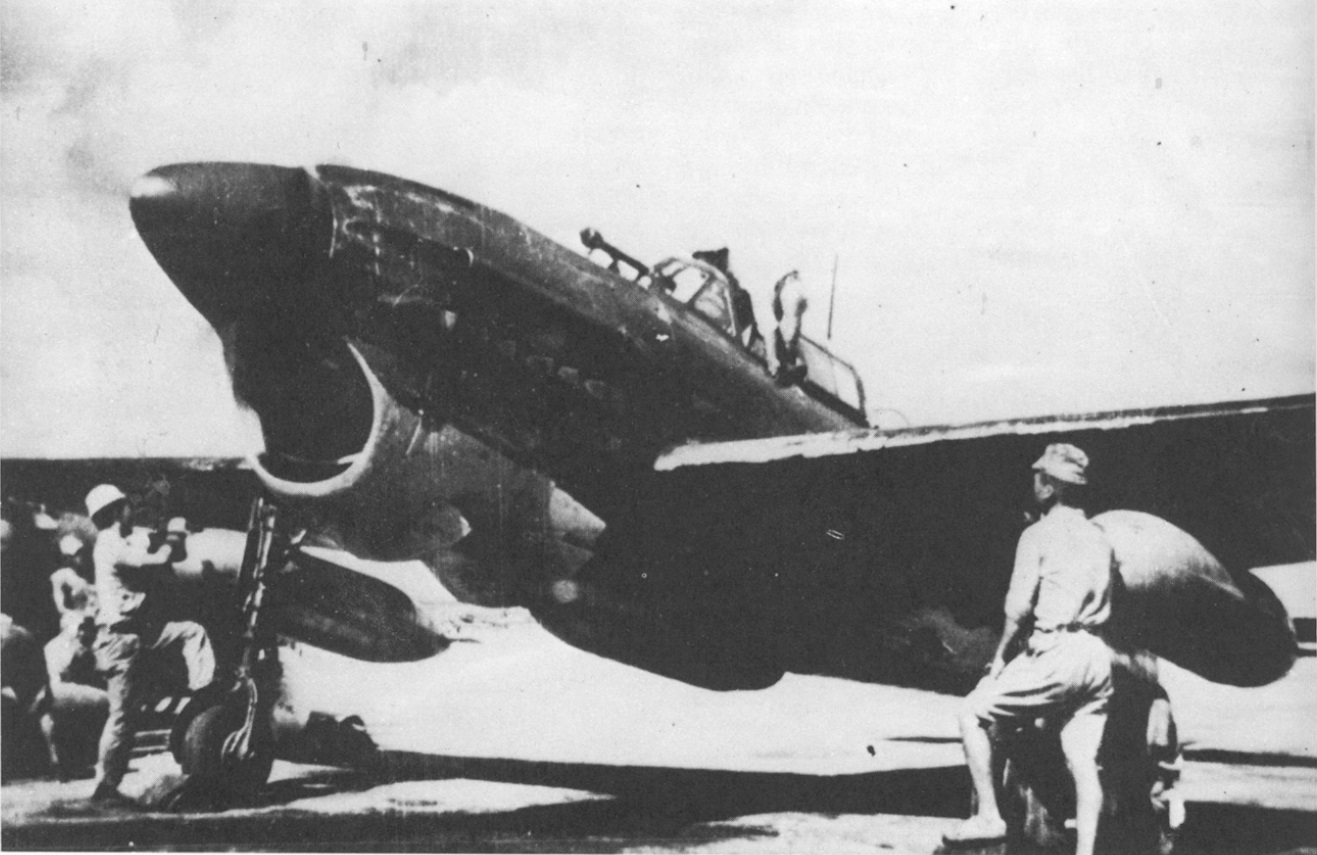
Uno Suisei poco prima del decollo; i serbatoi supplementari subalari indicano trattarsi di un D4Y1-C da ricognizione.

Lo Yokosuka D4Y era un monoplano dalla struttura interamente metallica; contraddistinto dal posizionamento medio-basso della struttura alare, aveva fusoliera di sezione ovale nella cui parte centrale era ricavata una spaziosa cabina di pilotaggio nella quale trovavano alloggiamento pilota e navigatore, disposti in tandem sotto un unico cupolino dall'intelaiatura metallica e movimento a scorrimento verso il posteriore.
L'ala aveva apertura di dimensioni ridotte, tanto da poter rinunciare al sistema di ripiegamento generalmente utilizzato nei velivoli imbarcati per agevolare lo stivaggio negli hangar delle portaerei. Gli alettoni e gli ipersostentatori erano disposti lungo il bordo d'uscita dell'ala ed avevano rivestimento in tela; gli aerofreni erano disposti nella parte inferiore dell'ala, incernierati al longherone posteriore.
L'impennaggio era di tipo classico, con i piani orizzontali disposti alla base della deriva, nel cono di coda del velivolo.
Il carrello d'atterraggio era di tipo retrattile, con movimento verso l'interno; le ruote si disponevano di piatto all'interno dello spessore alare. In coda era presente un ruotino, fisso, davanti al quale era posizionato il gancio d'arresto utilizzato nelle manovre d'appontaggio sulle portaerei.
Sia le superfici di controllo delle ali che il carrello d'atterraggio furono attuati elettricamente a partire dagli esemplari appartenenti alla versione D4Y2.
Al fine di consentire le operazioni dalle portaerei più piccole, alcuni esemplari delle versioni D4Y1 e D4Y2 furono dotati di equipaggiamento per il lancio mediante catapulta, mentre sui velivoli della versione D4Y3 era previsto l'impiego di booster con propulsione a razzo.

### Motore

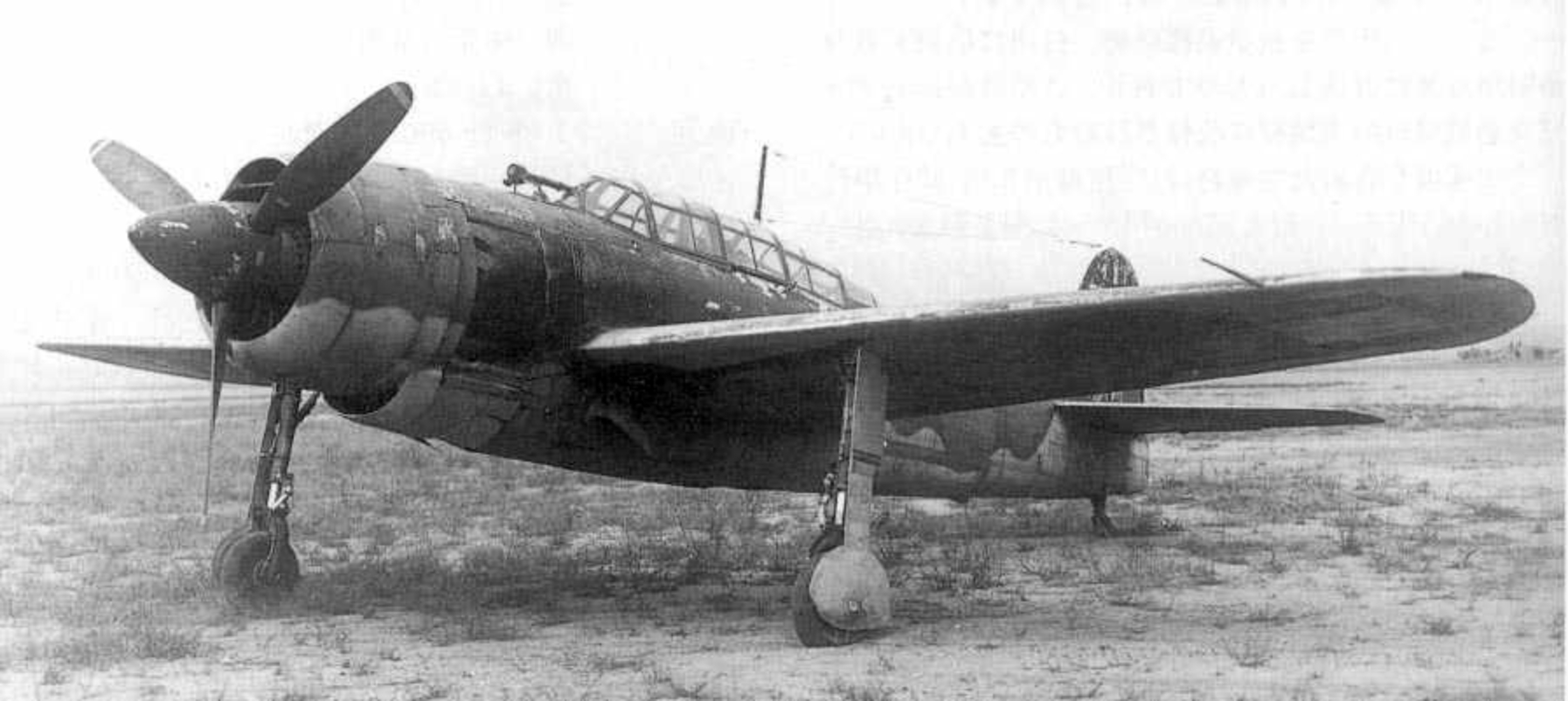
Un esemplare di D4Y3, con motore Mitsubishi Kinsei.

Lo Suisei fu uno dei rari esemplari di velivolo giapponese dotato di motore raffreddato a liquido ad essere impiegato nel corso della seconda guerra mondiale e, per altro, il propulsore impiegato non era un progetto originale, ma realizzato su licenza a partire dal motore a V a dodici cilindri tedesco Daimler-Benz DB 601.
Costruito dalla Aichi con il nome "Atsuta", era caratterizzato dalla disposizione dei cilindri "a V invertita" le cui bancate erano disposte a formare un angolo di 60°. Equipaggiò le prime due versioni del D4Y rispettivamente nelle varianti definite "Modello 12" (capace di circa 1 010 hp) e "Modello 32" (circa 1 340 hp). Il radiatore per il raffreddamento del liquido era disposto nella zona inferiore della fusoliera, alimentato da una singola presa d'aria integrata nella forma ovale del muso dell'aereo.
Nelle versioni "3" e "4" del Judy venne installato il motore radiale a cilindri (su doppia stella) Mitsubishi Kinsei anch'esso in grado di erogare (nel "Modello 62") la potenza di 1 340 hp.
L'elica era una Hamilton-Sumitomo tripala, metallica ed a passo fisso, dal diametro di 3,20 m; anche in questo caso si trattava di una realizzazione su licenza (il progetto originale era dell'azienda statunitense Hamilton Standard); l'elica era carenata da un'ogiva nelle versioni con motore Aichi Atsuta.

### Armamento
Il D4Y montava due mitragliatrici "Tipo 97", calibro 7,7 mm, alloggiate nella parte superiore della cappottatura del motore (sparanti attraverso il disco dell'elica mediante dispositivo di sincronizzazione) mentre una terza mitragliatrice "Tipo 1", brandeggiabile e di calibro 7,92 mm, era collocata nella parte posteriore dell'abitacolo, a disposizione del navigatore. In alcuni esemplari delle diverse versioni, per tale ragione identificati con il suffisso "a", la mitragliatrice posteriore era del "Tipo 2", con calibro 13 mm.
La versione D4Y2-S, destinata alla caccia notturna, era priva di vano bombe e degli equipaggiamenti per l'impiego dalle portaerei e montava nella zona posteriore della fusoliera un cannone "Tipo 99 - Modello 2", calibro 20 mm, sparante verso l'alto ed inclinato di 30° in avanti.
I carichi di caduta consistevano in una bomba del peso massimo di 500 kg alloggiata nel vano interno alla fusoliera, mentre nelle rastrelliere alari potevano essere trasportate complessivamente due bombe da 30 kg.
Le versioni da ricognizione non trasportavano bombe, mentre nella zona posteriore (al di sotto del posto del navigatore) erano dotate di fotocamera "K-8" sulla quale era possibile installare alternativamente una lente da 25 oppure da 50 cm. Ancora negli esemplari destinati alla ricognizione era possibile l'impiego di serbatoi di carburante supplementari: agganciati al di sotto delle ali erano di tipo sganciabile e ciascuno poteva contenere 330 l di carburante.
Nella versione kamikaze dello Suisei il carico offensivo era costituito da una singola bomba del peso di 800 kg che trovava solo parziale alloggiamento all'interno del vano bombe.

## Impiego operativo
Lo Yokosuka D4Y fu portato in azione per la prima volta in occasione della battaglia delle Midway nel giugno del 1942, tuttavia non è chiaro se i pochi (secondo alcuni due) esemplari di D4Y1-C imbarcati come ricognitori sulla portaerei Soryu abbiano avuto modo di dare un seppur minimo contributo all'azione: se da un lato si indica che, inoperosi, siano affondati con la nave stessa, dall'altro viene indicato che fu proprio uno Suisei ad individuare le portaerei americane in avvicinamento, costretto in seguito ad appontare sulla Hiryu in ragione dei danni subiti dalla portaerei di partenza.

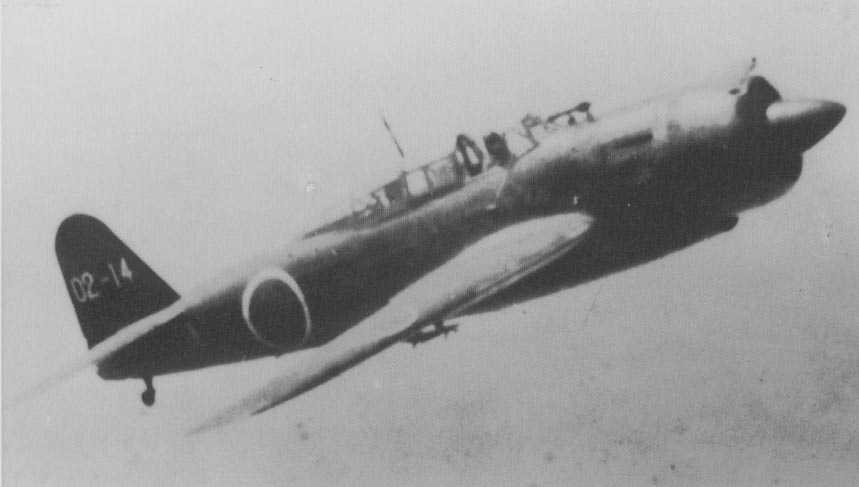
Un Suisei in azione.

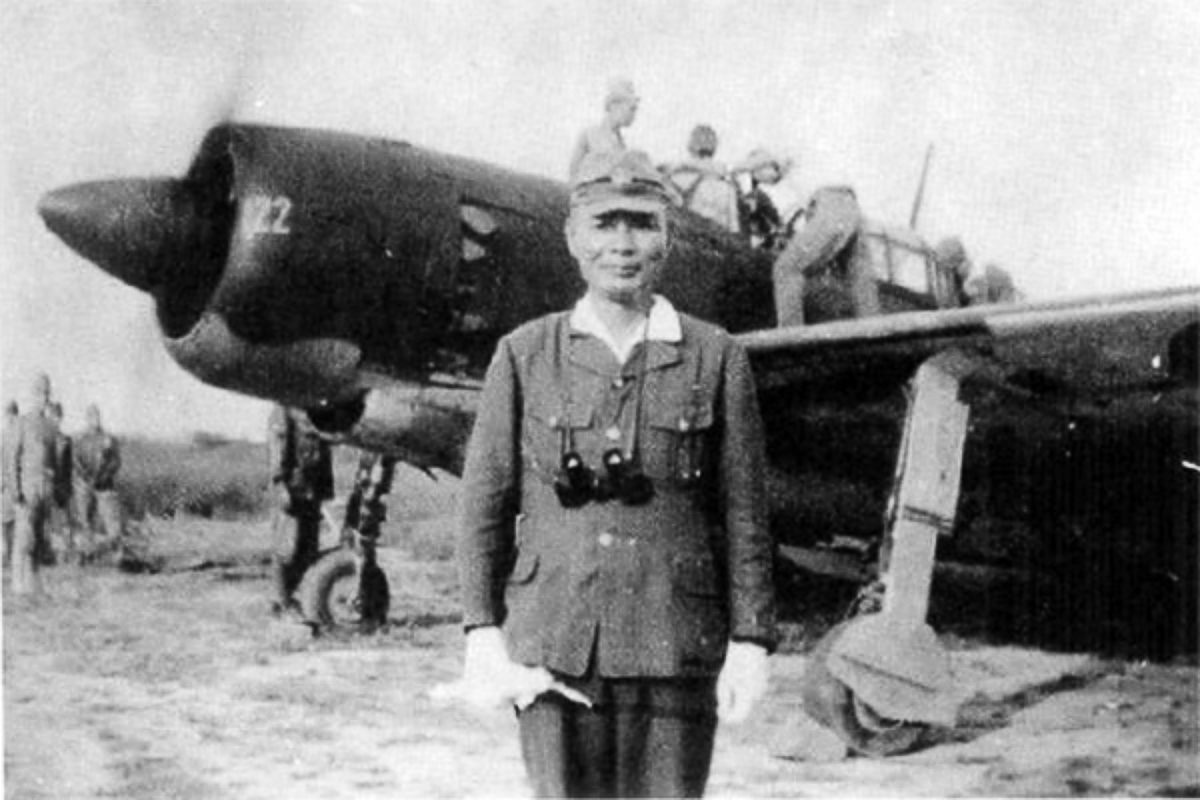
L'ammiraglio Matome Ugaki posa davanti ad un D4Y3 prima della sua ultima missione, il 15 agosto del 1945.

Ancora destinato a compiti di ricognizione, il D4Y1 ebbe modo di farsi apprezzare dai propri equipaggi durante l'impiego intensivo cui fu sottoposto; emersero tuttavia anche elementi critici relativamente alla mancanza di difese passive per l'equipaggio (carente di ogni tipo di blindatura) ed all'assenza di serbatoi autostagnanti con la conseguente relativa facilità d'incendio sotto i colpi del nemico.
Una volta risolti i problemi strutturali che ne limitavano l'impiego al solo ruolo di ricognitore, ma si dovette attendere la primavera del 1943, il Judy venne prodotto a ritmo serrato e trovò finalmente impiego come bombardiere in picchiata; l'esordio in combattimento dello Suisei viene collocato temporalmente nel febbraio del 1944, in occasione dell'attacco statunitense alla base aeronavale di Truk conosciuto come operazione Hailstone.
In seguito le cronache riportano che un numero considerevole di D4Y (sia da attacco che da ricognizione) fosse imbarcato sulle portaerei Shokaku, Taiho e Zuikaku nel corso di quella che i giapponesi chiamarono in codice "operazione A-Go": l'operazione aeronavale di contrasto alla marina statunitense che portò alla battaglia del mare delle Filippine. Ancora una volta, tuttavia, le fonti non sono concordi nell'indicare il numero esatto dei velivoli interessati ed i riferimenti variano tra i circa 100 ed i 174 Suisei complessivamente impegnati. L'esito dello scontro fu decisamente avverso alle forze del "Sol Levante" e, ingaggiati da forze superiori per quantità e qualità, i Judy si trovarono nel mezzo del "tiro al tacchino delle Marianne", decimati dai caccia statunitensi Hellcat senza riuscire, per contro, a conseguire risultati degni di nota contro le navi della flotta nemica. Nel mese di ottobre, tra le operazioni che precedettero la battaglia del Golfo di Leyte, si registrarono alcuni attacchi suicidi contro le navi della Task Force 38 ai quali furono destinati anche alcuni D4Y; uno di questi il 21 ottobre colpì la portaerei leggera USS Princeton che affondò più tardi quello stesso giorno. Altri Suisei, tre giorni dopo, ebbero una parte nella battaglia principale avvenuta al largo di Leyte ma in questo caso senza registrare particolari successi.
In seguito all'esito fatale della battaglia di Leyte, durante la quale tutte le residue portaerei giapponesi andarono perdute, le operazioni aeree non poterono che essere condotte da basi sulla terraferma; sempre più frequente fu l'impiego degli Suisei per operazioni Kamikaze che fecero registrare considerevoli danni a diverse portaerei della flotta statunitense.
L'ultimo di questi attacchi venne guidato il 15 agosto del 1945 dall'ammiraglio Matome Ugaki che si unì all'equipaggio di uno degli undici Suisei decollati dalla base di Ōita, dopo che l'imperatore Hirohito aveva comunicato via radio la resa del Giappone, alla volta di Okinawa. L'attacco apparentemente non portò esiti, in quanto nella stessa data non si hanno notizie di attacchi Kamikaze a navi statunitensi.

## Versioni
D4Y1designazione dei cinque prototipi e della prima versione di serie, con struttura alare irrobustita e aerofreni ingranditi. Denominata dal costruttore "Modello 11" o "Modello 1-1", venne accettata in servizio operativo per il ruolo di bombardiere in picchiata solo nel corso del 1943. Impiegava motori Aichi AE1A Atsuta 12 da 1 200 hp.
- D4Y1-C: variante del "Modello 11" da fotoricognizione a grande raggio, indicata anche come "Ricognitore imbarcato per la marina Tipo 2".
- D4Y1 KAI: variante dotata di fusoliera rinforzata ed equipaggiata con ganci per il lancio dalle portaerei mediante l'impiego di catapulta; identificata come "Modello 21" (o "2-1").

D4Y2seconda versione di serie, identificata come "Modello 12" (o "1-2"); venne realizzata a partire dalla primavera del 1944 ed era equipaggiata con i più potenti Aichi AE1P Atsuta 32 da 1 400 hp.
- D4Y2 KAI : come per la versione precedente, era una versione dotata di attacchi per la catapulta in fusoliera ("Modello 22")
- D4Y2-C: variante da fotoricognizione.
- D4Y2-S: variante da caccia notturna, prodotta in pochi esemplari dalla Kaigun Kosho di Hiro.

Un certo numero di esemplari da attacco e da ricognizione fu dotato di mitragliatrice posteriore calibro 13 mm, in sostituzione dell'originaria arma calibro 7,92 mm: questi aerei furono identificati con il suffisso "a" nella denominazione.
D4Y3versione con il motore radiale Mitsubishi MK8P Kinsei 62 da 1 560 hp. Nell'autunno del 1944 diventò la sola versione in produzione. Identificata come "Modello 33" (oppure "3-3), fu anch'essa caratterizzata dalla realizzazione di esemplari con mitragliatrice calibro 13 mm identificati nella denominazione con il suffisso "a". Gli ultimi esemplari prodotti furono dotati di tre booster RATO per agevolarne il decollo dalle portaerei.
D4Y4versione da attacco suicida, monoposto ed armato con una bomba da 800 kg ("Modello 43" o "4-3"); manteneva il motore Kinsei 62 ed i booster per agevolarne il decollo o per incrementare la velocità nella fase finale dell'attacco.
D4Y5progetto per una versione con motore Nakajima NK9C Homare 12 da 1 825 hp. Non entrò in produzione.
In tutto furono prodotti 2 038 esemplari, di cui 215 presso l'11° Arsenale Aeronavale di Hiro. La produzione cessò soltanto alla fine delle ostilità.

## Utilizzatori
Giappone

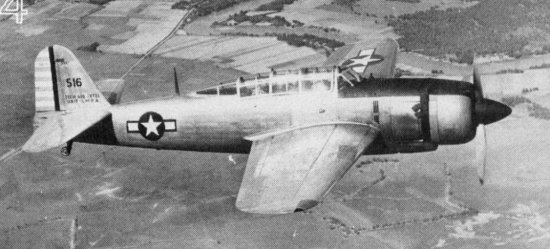
Un D4Y3 (Type 33) al NAS Anacosta venne testato dal personale U.S. Navy del TAIC (Technical Air Intelligence Centre) dopo il termine della seconda guerra mondiale.

- Dai-Nippon Teikoku Kaigun Kōkū Hombu
  - 1st Koku Sentai
  - 2nd Koku Sentai
  - 3rd Koku Sentai

 Stati Uniti
- United States Navy

operò con esemplari catturati ai fini di valutazione.

### Annotazioni
1. ↑  La bibliografia anglofona, diventata poi internazionalmente riconosciuta, attribuisce spesso come costruttore l'arsenale navale della Marina imperiale giapponese presso Yokosuka mentre la bibliografia giapponese cita il Kūgishō (空技廠) come contrazione del termine "Kōkū Gijutsu-shō".
2. ↑  sventolio, in lingua lingua inglese.
3. ↑  in lingua tedesca, letteralmente "musica obliqua" ma nel linguaggio colloquiale la locuzione viene usata per indicare la musica jazz.
4. ↑  noti come RATO in lingua inglese: Rocket Assisted Take Off.

### Fonti
1. ↑  Donald 1997, p. 923.
2. 1 2  Mikesh e Abe 1990, p. 284.
3. 1 2 3 4  Richards e Smith, 1974, p. 147.
4. 1 2 3  Yokosuka D4Y Suisei, in Уголок неба.
5. 1 2 3 4  Richards e Smith, 1974, p. 148.
6. 1 2 3 4 5 6 7 8 9 10 11 12 13  Richards e Smith, 1974, p. 167.
7. ↑  Angelucci e Matricardi, 1979, p. 185.
8. 1 2 3  Richards e Smith, 1974, p. 149.
9. 1 2  Richards e Smith, 1974, p. 150.
10. ↑  Boroli e Boroli, 1983, p. 268.
11. 1 2 3 4  Francillon, 1979, p. 457.
12. 1 2  Francillon, 1979, p. 459.
13. 1 2 3 4  Richards e Smith, 1974, p. 151.
14. 1 2 3  Francillon, 1979, p. 458.
15. 1 2  Richards e Smith, 1974, p. 152.
16. ↑  Angelucci e Matricardi, 1979, p. 184.
17. 1 2  Richards e Smith, 1974, p. 159.
18. 1 2 3 4 5  Francillon, 1979, p. 456.
19. 1 2  Richards e Smith, 1974, p. 164.
20. 1 2 3  Richards e Smith, 1974, p. 162.
21. ↑  Richards e Smith, 1974, p. 165.
22. ↑  Richards e Smith, 1974, p. 166.
23. 1 2  Francillon, 1979, p. 461.
24. 1 2 3 4 5  Francillon, 1979, p. 460.

### Pubblicazioni
- (EN) Mark Huggins, Falling Comet: Yokosuka's Suisei Dive-Bomber, in Air Enthusiast, No. 97, gennaio/febbraio 2002,  pp. 66-71, ISSN 0143 5430 (WC · ACNP).
- (EN) M.C. Richards, Donald S. Smith, Aichi D3A ('Val') & Yokosuka D4Y ('Judy') Carrier Bombers of the IJNAF, in Aircraft in Profile, vol. 241, Windsor, Berkshire, UK, Profile Publications Ltd., 1974,  pp. 145-169, ISBN 0-85383-022-3.
- Pierfrancesco Vaccari, La campagna di Iwo Jima e Okinawa, in RID magazine, n.1/2002.